# Froilán Calleja Castro
Froilán Calleja Castro (Santa Cruz de la Sierra, 4 de diciembre de 1897) fue uno de los oficiales bolivianos que lucharon en la Guerra del Chaco.

## Biografía
Nació en la ciudad de Santa Cruz de la Sierra, Bolivia, el 4 de diciembre de 1897 y murió en la misma ciudad.
En la Guerra del Chaco fue General y Jefe del Estado Mayor de la 3.º División de Infantería de Bolivia.
Participó en el golpe de Estado del General José David Toro Ruilova en 1936, dando su apoyo.
- Datos: Q6437300